# Dead or Alive 6
Dead or Alive 6 (デッド オア アライブ6?, Deddo oa Araibu 6) è il sesto episodio della serie di videogiochi Dead or Alive, uscito per PlayStation 4, Xbox One e Steam. Annunciato durante l'E3 del 2018, il titolo è disponibile dal 1º marzo 2019.
Questo capitolo risulta il primo ad uscire interamente su console di ottava generazione, oltre che sulla piattaforma Steam.
È stato annunciato che il titolo sarà disponibile anche nelle sale giochi.

## Caratteristiche
Secondo quanto annunciato da Team Ninja, a differenza degli altri giochi della serie, questo presenta diverse novità: a partire dalla grafica in 4K, il picchiaduro gira su un nuovo motore grafico, molto più rifinito e realistico oltre al drastico miglioramento dell'illuminazione. 
Per quanto riguarda il gameplay, si evidenzia maggiormente l'umore dei personaggi, sudorazione del corpo dovuto a sforzi intensi, maggiore presenza di graffi quando il giocatore perde energia. Il sistema di gioco rimane lo stesso, ma viene introdotto un nuovo sistema di combo e attacchi speciali chiamati Fatal Rush e Break Gauge sfruttando semplici comandi per attacchi molto potenti.

## Personaggi

Kasumi e Hitomi in combattimento

Durante l'E3 del 2018, Team Ninja ha anche rivelato i primi 6 personaggi giocabili: Hayabusa, Hayate, Helena, Jann Lee, Kasumi e Zack. Oltre alla conferma di Rig, il 1º agosto 2018 è stato annunciato un nuovo personaggio di nome Diego mentre il 5 agosto viene anticipato il ritorno di Hitomi e Leifang.
Nel trailer compaiono, oltre alla data ufficiale d'uscita del titolo, personaggi quali Ayane, Marie Rose, Honoka e Bayman; viene inoltre comunicato che acquistando il gioco via pre-ordine si possono ottenere Phase 4 e Nyotengu. Da queste informazioni e l'annuncio di ottobre del ritorno di Bass, Mila e Tina. Al Dead or Alive festival 2018, svolto il 18 Novembre del 2018, sono stati annunciati Kokoro e Lisa Hamilton (detta anche "La Mariposa") come personaggi di ritorno mentre Nico, una praticante dell'arte marziale Silat nonché scienziata al servizio dell'organizzazione MIST, è la seconda ed ultima New entry del sesto capitolo ufficiale della serie Dead or Alive. Il 13 Dicembre 2018 sono stati annunciati altri due personaggi della serie: Eliot e Brad Wong.
| Classici | Nuovi          | DLC                                                                           |
| --- | -------------- | ----------------------------------------------------------------------------- |
| - Ayane - Bass Armstrong - Bayman - Brad Wong - Christie - Eliot - Hayate - Helena Douglas - Hitomi - Honoka - Jann Lee - Kasumi - Kokoro - Lisa Hamilton - Leifang - Marie Rose - Mila - Raidou - Rig - Ryu Hayabusa - Tina Armstrong - Zack | - NiCO - Diego | - Kula Diamond - Mai Shiranui - Momiji - Nyotengu - Phase 4 - Rachel - Tamaki |

## Edizioni
| Standard Edition                                                                       | Digital Deluxe                                                                                  | Strongest Package |
| -------------------------------------------------------------------------------------- | ----------------------------------------------------------------------------------------------- | --- |
| Copia del gioco                                                                        | - Copia digitale del gioco - DLC di Phase 4 - Set di 25 costumi Deluxe - Set di 3 tracce Deluxe | - Copia del gioco - Artbook - Colonna sonora digitale - Set di spille - Codice per i contenuti della Digital Deluxe Edition - 3 tappetini per il mouse tridimensionali (Honoka, Marie Rose ed un terzo personaggio) - 5 poster da esporre anche in bagno - Federa per il dakimakura con Kasumi ed Ayane |
| Bonus per il pre-order: - DLC di Nyotengu - Tema bonus - Costume bonus di Ryu Hayabusa |                                                                                                 | |